# 卢桑达体育场
卢桑达体育场（瑞典語：Råsunda fotbollsstadion，也称Råsundastadion或Råsunda，瑞典語：[ˈrôːˌsɵnːda] ⓘ）是瑞典国家体育场，坐落于瑞典斯德哥尔摩索尔纳市。2012年11月，球场被关闭，取而代之的是新建成的友谊竞技场，距卢桑达体育场约1公里。